# Caulocera xantholopha
Caulocera xantholopha là một loài bướm đêm thuộc phân họ Arctiinae, họ Erebidae.